# 규슈 방언
규슈 방언(일본어: 九州方言 규슈호겐[*])은 규슈 지방에서 사용되는 일본어의 방언이다. 흔히 규슈벤(九州弁 きゅうしゅうべん[*])이라고도 한다. 크게 호니치 방언(豊日方言), 히치쿠 방언(肥筑方言), 사쓰구 방언(薩隅方言)의 셋으로 나눈다. 동일본 방언, 서일본 방언과 함께 일본어의 본토 방언을 구성하지만, 오쿠무라 미쓰오(奥村三雄) 등의 학자는 서일본 방언에 포함된다고 본다.

## 분류
호니치 방언(豊日方言)은 후쿠오카현 동부(기타큐슈 지방, 치쿠호 지방), 오이타현, 미야자키현(남서부 제외)의 방언으로, 세토 내해 건너의 주고쿠 방언이나 시코쿠 방언과 몇 가지 특징을 공유한다. 히치쿠 방언(肥筑方言)은 후쿠오카현 남부(후쿠오카 지방, 치쿠고 지방), 사가현, 나가사키현, 구마모토현의 방언으로, 이 방언의 특징이 규슈벤의 특징으로 널리 알려져 있다. 사쓰구 방언(薩隅方言)은 가고시마현(아마미 제도 제외)과 미야자키현 남서부의 모로카타 지방의 방언으로, 폐음절의 발달과 같은 특성을 갖는다. 또한 쓰시마나 고토, 오스미 제도 등의 낙도에서는 각 섬마다의 특징적인 방언이 사용된다.
규슈 방언 전체의 기본적인 문법은 서일본 방언과 공통되는 부분이 많으며, 규슈 방언을 서일본 방언의 하위 구분으로 보는 경우도 많다.

## 발음
- 모음의 무성화가 잘 일어난다.[3] 또 이누(犬, 개)를 인(いん)이라 하거나 아키가(秋が, 가을이)를 악가(あっが)라 하는 등 모음 탈락에 따른 발음화, 촉음화가 잘 일어난다.[4]
- 옛날의 연모음 'ou, oo, eu'(합음)이 'uː'로 바뀌어 있다. 예로는 오오카미(狼, 늑대)를 우-카미(うーかみ)라 하는 것과 쿄-(今日, 오늘)를 큐-(きゅー)라 하는 것 따위가 있다. 이들은 공통어에서 'oː'로 발음된다.[5][6]
- 악센트는 크게 북동부의 도쿄식 악센트, 남서부의 2형식 악센트, 그 중간의 무악센트로 나뉜다. 후쿠오카현 지쿠젠, 부젠에서 오이타현에 걸친 지역에서는 도쿄식 악센트를 사용한다. 나가사키현 중남부, 사가현 남서부, 구마모토현 서부, 가고시마현 대부분에서는 이형식 악센트를 사용하며 그 둘 사이에 끼인 나가사키현 고토 열도, 나가사키현 북부, 사가현 북부, 후쿠오카현 치쿠고, 구마모토현 동부, 미야자키현 대부분에서는 무악센트를 사용한다. 한편 미야자키현 고바야시시-미야코노조시-가고시마현 소오시-시부시시의 일부에 남북으로 좁고 길게 걸쳐진 지역에서는 1형식 악센트가 사용된다.
- 세・제(せ・ぜ)가 셰・졔(しぇ・じぇ)로, 에(え)가 예(いぇ)로 발음되거나 합요음 콰・과(くゎ・ぐゎ)가 남아있는 등 고음(古音)이 고령층을 중심으로 남아있다.[7][8]
- 일부 지역을 제외하고 ぢ와 じ, ず와 づ를 구별한다(요츠가나의 구별).[9]
- 일부 지역을 제외하고 ガ행 비탁음이 나타나지 않는다.[10]
- 종종 에(エ)가 이(イ)가 되거나, 오(オ)가 우(ウ)가 되는 협모음화가 일어난다.
- エイ를 [ei]라 발음한다. 예를 들어 선생님(先生)을 센세-(センセー)가 아니라 센세이(センセイ)라고 한다.[11]

## 문법
- 단정조동사 じゃ・や, 부정조동사 ん, おる(居る), よる와 とる・ちょる의 상 구별, 형용사와 ワ행 5단동사의 연용형 ウ음편 등은 서일본 방언과 공통된다.
- 동사의 하2단활용이 있는 것 말고도 일부에는 상2단활용도 있다.[12]
- 상황가능을 가능동사 또는 미연형+るる・らるる, 능력가능을 연용형+きる・ゆる・がなる 등으로 나누어 사용한다.[13]
  - 예: この魚は食べられん(이 물고기는 (상했기 때문에) 먹을 수 없어), この魚は食べきらん(이 물고기는 (내가 좋아하는 음식이 아니기 때문에) 먹을 수 없어)
- 공통어에서 연용형+ている라 하는 것을, 습관이나 현재 이동・변화하고 있는 움직임을 나타내는 경우에 연용형+よる로, 동작의 결과를 나타내는 경우에 연용형+とる／ちょる로 구분하여 말한다(상의 구별).[14]
  - 예: 電車が来よる(전철이 다가오고 있다), 電車が来とる／来ちょる(이미 전철이 도착했다)
  - 예: 雨が降りよる(지금 비가 내리고 있다), 雨が降っとる／降っちょる(아까까지 비가 내리고 있었다)
- 호니치 방언을 제외하고 형용사의 종지형・연체형 어미가 か가 될 적이 많다(カ 어미).[15]
  - 예: すごか(すごい, 굉장하다)
- 후쿠오카현 동부와 오이타현을 제외하고 준체조사로 と를 사용한다.[16][17][18]
  - 예: 何ばしよるとですか(何をしているのですか, 무엇을 하고 있습니까?)
- 방향을 나타내는 조사로 さい나 さん 등이 사용된다.[19]
- 원인이나 이유의 접속조사로는 けに・けん・けー・きー・き를 후쿠오카, 오이타, 사가, 구마모토현에서 사용하며, から・かい를 미야자키현과 가고시마현 다네가섬 및 야쿠섬에서 사용한다. 또한 가고시마현(사쓰구 방언)에서 で를 사용하고 나가사키현의 일부 등지에서는 せん(しぇん)・せに・せーに 따위를 사용한다.[19]
- 5단동사의 연용형 음편은 위의 ワ행 5단이 ウ음편이 되며, マ행 5단과 バ행 5단도 ウ음편이 된다. 한편 サ행 5단은 イ음편을 취한다.[20]
  - 예: のーだ・ぬーだ(飲んだ, 마셨다), だいた・でーた・じゃーた(出した, 냈다)

## 하위 구분
- 호니치 방언
  - 료호 방언
    - 후쿠오카현 부젠 방언
      - 기타큐슈벤
      - 치쿠호벤(히치쿠 방언과도 일부 공통됨)

    - 오이타 방언
      - 히타벤(히치쿠 방언과도 일부 공통됨)

  - 휴가 방언
- 히치쿠 방언
  - 치쿠젠 방언
    - 하카타벤
      - 후쿠오카벤(후쿠오카시 후쿠오카 지역에서 사용된다)

    - 무나카타벤

  - 치쿠고 방언
    - 치쿠고벤
    - 야나가와벤
    - 오무타벤

  - 사가 방언
  - 미야자키 방언
    - 사세보벤

  - 고토 열도 방언
  - 이키 방언
  - 쓰시마 방언
  - 구마모토 방언(구마, 아마쿠사, 아시키타 지역에서는 사쓰구 방언과도 일부 공통됨)
- 사쓰구 방언
  - 사쓰구 제방언
  - 낙도 방언
  - 타네가섬 방언
  - 모로카타 방언

## 참고문헌
- 上村孝二 (1983). 〈九州方言の概説〉. 《講座方言学 9 九州地方の方言》. 国書刊行会.
- 佐藤亮一 (2002). 〈現代日本語の発音分布〉.   飛田良文・佐藤武義. 《現代日本語講座 第3巻 発音》. 明治書院.
- 都竹通年雄 (1986). 〈文法概説〉.   飯豊毅一・日野資純・佐藤亮一. 《講座方言学 1 ―方言概説―》. 国書刊行会.
- 東条操 (1953). 〈序説〉.   東条操. 《日本方言学》. 吉川弘文館.
- 平山輝男 (1998). 〈全日本の発音とアクセント〉.   NHK放送文化研究所. 《NHK日本語発音アクセント辞典》. 日本放送出版協会.